# Scopula principis
Scopula principis är en fjärilsart som beskrevs av Louis Beethoven Prout 1932. Scopula principis ingår i släktet Scopula och familjen mätare. Inga underarter finns listade.